# Slavische talen

Landen waar West-Slavische talen worden gesproken.
Landen waar Oost-Slavische talen worden gesproken.
Landen waar Zuid-Slavische talen worden gesproken.

 De Slavische talen behoren tot de Indo-Europese taalfamilie. Ze worden van oudsher in het oosten van Europa gesproken, maar hebben zich als gevolg van immigratie en gebiedsuitbreidingen via Rusland verder kunnen verspreiden.

## Verspreiding

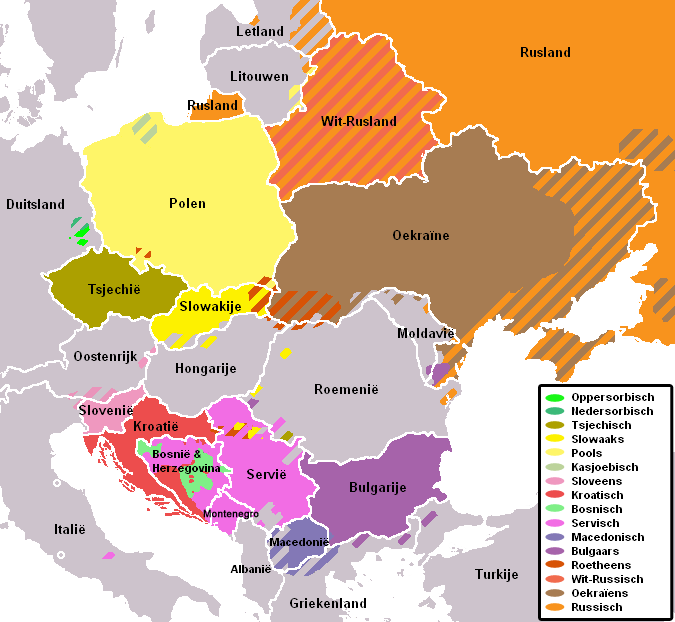
Kaart van Slavische talen in Europa

Zo'n 315 miljoen mensen hebben aan het begin van de 21e eeuw een Slavische taal als moedertaal. Naar schatting zijn er nog zo'n honderd miljoen mensen die een Slavische taal als tweede taal spreken. Meestal is dit het Russisch, de grootste van de moderne Slavische talen (145 miljoen moedertaalsprekers). Het Pools en het Oekraïens zijn andere belangrijke Slavische talen.
De Slavische talen worden, afhankelijk van het land waarin ze gesproken worden, en de daar belangrijkste religie, in twee verschillende alfabetten geschreven. In het overwegend oosters-orthodoxe Servië, Noord-Macedonië, Bulgarije, Oekraïne, Wit-Rusland en de Russische Federatie wordt het Cyrillische schrift gebruikt. In de overwegend rooms-katholieke landen Kroatië, Slovenië, Slowakije, Tsjechië en Polen is het Latijnse alfabet gebruikelijk.
De wetenschap die de Slavische talen en literaturen bestudeert heet slavistiek.
In de 19e eeuw is een politieke stroming ontstaan die zich ten doel stelde de sprekers van alle Slavische talen in één staat te verenigen, het panslavisme. Als uitvloeisel hiervan zijn ook herhaaldelijk pogingen ondernomen een universele Slavische taal te creëren, of althans een taal die voor alle Slaven begrijpelijk zou zijn. Een eigentijds voorbeeld hiervan is het Interslavisch.

## Onderverdeling
De Slavische talen worden in Oost- en Midden-Europa gesproken. De meeste moderne Slavische talen zijn landstalen, maar er zijn ook Slavische minderheidstalen, met name in het oosten van Duitsland.
Hoewel men grofweg wel kan zeggen dat de meeste Oost-Europese landen een Slavische landstaal hebben, zijn er belangrijke uitzonderingen. Het Roemeens (dat ook in Moldavië gesproken wordt) is een Romaanse taal met veel Slavische invloeden. Het Hongaars is niet aan de Indo-Europese talen verwant: het is een Fins-Oegrische taal.
De Slavische talen worden traditioneel opgedeeld in drie hoofdgroepen van onderling sterk verwante talen:
- Als Oost-Slavisch gelden het Russisch, het Wit-Russisch en het Oekraïens. De status van het Roetheens wordt betwist. Deze Oost-Slavische taal, die een minderheidstaal is in Oekraïne, Polen, Slowakije, Hongarije, Roemenië en Servië, wordt vaak als een Oekraïens dialect beschouwd. In Slowakije heeft het erkenning als taal en ook in Servië, in de regio Vojvodina, wordt het Roetheens als streektaal erkend.
- De West-Slavische talen worden in Midden-Europa gesproken. De belangrijkste West-Slavische talen zijn het Pools, het Tsjechisch en het Slowaaks. De West-Slavische talen zijn onderling onder te verdelen in drie subgroepen. Het Pools hoort dan bij de Lechitische Groep. Het woord “Lechitisch” gaat op de stam Lech terug, een oud woord voor “Pool”. Behalve Pools behoren het Kasjoebisch (dat soms als een Pools dialect wordt beschouwd) en het inmiddels uitgestorven Polabisch tot deze groep. De Lechitische talen zijn sterker aan elkaar verwant dan aan het Tsjechisch, dat samen met het Slowaaks tot de Tsjechoslowaakse Groep behoort. De derde subgroep betreft het Sorbisch. Het Sorbisch, ook bekend als “Wendisch”, is een minderheidstaal die in het oosten van Duitsland wordt gesproken. Het Sorbisch kent twee varianten: Oppersorbisch en Nedersorbisch.
- Ook de Zuid-Slavische groep kan worden onderverdeeld in subgroepen. Sloveens, Bosnisch, Servisch en Kroatisch worden zo in een Zuidwest-Slavische Groep onderverdeeld, waarin het Sloveens nog enigszins apart lijkt te staan. In het vroegere Joegoslavië werden deze talen gecombineerd in het Servo-Kroatisch. Sommige taalkundigen beschouwen het Montenegrijns als een aparte taal, sommige beschouwen het als een Servisch dialect.

De Zuidoost-Slavische groep is minder verdeeld en omvat het Macedonisch en het Bulgaars. Tot deze groep hoort ook het zogenaamde Kerkslavisch, een taal die alleen gebruikt wordt in de liturgie van de oosters-orthodoxe en oosters-katholieke kerken. De eerste teksten in deze taal zijn de oudst bekende Slavische teksten.
De verschillen tussen de verschillende Slavische talen zijn minder groot dan die tussen de Germaanse talen. Tot op zekere hoogte kunnen Slaven uit alle windstreken met enige oefening elkaars talen begrijpen. Wie een Slavische taal spreekt, heeft in het algemeen weinig moeite met het leren van een andere Slavische taal. Deze onderlinge verwantschap is het gevolg van het relatief laat uiteenvallen van de Slavische talen.
Omdat de Slavische talen zo sterk op elkaar lijken, zijn onderverdelingen als bovenstaand niet onomstreden. Sommige wetenschappers stellen bijvoorbeeld voor de West- en Oost-Slavische talen als één groep te beschouwen (Noord-Slavisch). Tekenend in dit verband is de positie van het Roetheens, dat, hoewel meestal beschouwd als een Oost-Slavische taal, in Polen ook vaak als een dialect van het Pools (dus West-Slavisch) wordt afgedaan.
| Taal          | Sprekers     | Groep         | Geschrift  | Opmerking                                                                     |
| ------------- | ------------ | ------------- | ---------- | ----------------------------------------------------------------------------- |
| Bosnisch      | 3.000.000    | Zuid-Slavisch | Latijns    | Het Bosnisch, Kroatisch en Servisch worden samen het Servo-Kroatisch genoemd. |
| Bulgaars      | 9.000.000    | Zuid-Slavisch | Cyrillisch |                                                                               |
| Kasjoebisch   | 50.000       | West-Slavisch | Latijns    |                                                                               |
| Kerkslavisch  | Uitgestorven | Zuid-Slavisch | Cyrillisch | Alleen in liturgie                                                            |
| Kroatisch     | 5.800.000    | Zuid-Slavisch | Latijns    | Het Bosnisch, Kroatisch en Servisch worden samen het Servo-Kroatisch genoemd. |
| Macedonisch   | 2.000.000    | Zuid-Slavisch | Cyrillisch | Nauw verwant aan het Bulgaars                                                 |
| Montenegrijns | 150.000      | Zuid-Slavisch | Cyrillisch | Nauw verwant aan het Servisch                                                 |
| Nedersorbisch | 14.000       | West-Slavisch | Latijns    |                                                                               |
| Oekraïens     | 47.000.000   | Oost-Slavisch | Cyrillisch |                                                                               |
| Oppersorbisch | 55.000       | West-Slavisch | Latijns    |                                                                               |
| Polabisch     | Uitgestorven | West-Slavisch | Latijns    |                                                                               |
| Pools         | 40.000.000   | West-Slavisch | Latijns    |                                                                               |
| Roetheens     | 830.000      | Oost-Slavisch | Cyrillisch | Nauw verwant aan het Oekraïens                                                |
| Russisch      | 145.000.000  | Oost-Slavisch | Cyrillisch |                                                                               |
| Servisch      | 12.000.000   | Zuid-Slavisch | Cyrillisch | Het Bosnisch, Kroatisch en Servisch worden samen het Servo-Kroatisch genoemd. |
| Silezisch     | 56.000       | West-Slavisch | Latijns    | Nauw verwant aan het Pools.                                                   |
| Sloveens      | 2.000.000    | Zuid-Slavisch | Latijns    |                                                                               |
| Slowaaks      | 6.000.000    | West-Slavisch | Latijns    |                                                                               |
| Tsjechisch    | 12.000.000   | West-Slavisch | Latijns    |                                                                               |
| Wit-Russisch  | 8.000.000    | Oost-Slavisch | Cyrillisch |                                                                               |

## Algemene kenmerken
De volgende kenmerken worden vaak als typerend beschouwd voor de Slavische talen:
- De Slavische talen zijn over het algemeen vrij conservatief. De vormenrijkdom die het Proto-Indo-Europees typeerde is in de Slavische talen nog lang niet verdwenen, terwijl hij in de Romaanse en (meeste) Germaanse talen volledig is weggesleten.
- Nagenoeg alle Slavische talen hebben het Indo-Europese naamvalsysteem behouden. De meeste talen behouden zo zeven naamvallen, te weten de nominatief, de genitief, de datief, de accusatief, de vocatief, de locatief en de instrumentalis. Het Russisch beperkt zich tot zes naamvallen – de vocatief valt er weg en in plaats van een locatief is er een zogeheten prepositionalis. De enige Slavische talen die hun naamvalsysteem verloren hebben zijn het Bulgaars en Macedonisch – alleen de vocatief heeft in die talen nog een onderscheiden uitgang.
- De rijkdom aan naamvallen verleent de sprekers van Slavische talen enige vrijheid in de woordvolgorde. Immers, de naamvalsuitgang en niet de plaats van het woord in de zin geeft de grammaticale betekenis (lijdend voorwerp e.d.) aan. Logischerwijs heeft het Bulgaars een vaste woordvolgorde. Hoewel ook andere Slavische talen de tendens naar een standaardvolgorde kennen, is zeker in schrijftaal veel variatie mogelijk.
- De Slavische talen kennen een onderscheid tussen perfectieve en imperfectieve werkwoorden, het zogenaamde aspect. Dit fenomeen laat zich het best aan de hand van voorbeelden uitleggen. In het Pools bijvoorbeeld is er een verschil tussen de zinnen Czytałem list (imperfectief) en Przeczytałem list (perfectief). De Nederlandse vertaling - "Ik las de brief" - laat open wat in het Pools wel wordt ingevuld: of de handeling voltooid wordt of niet. Het imperfectieve czytać ('lezen') betekent zoveel als 'Ik las de brief (ik was de brief aan het lezen)', de perfectieve tegenhanger przeczytać ('lezen') betekent 'Ik las de brief (en heb hem ook uitgelezen).' Precies hetzelfde zien we in het Russisch: "Ja tsjital knigoe (Я читал книгу)" betekent "Ik was het boek aan het lezen", "Ja pro-tsjital knigoe (Я прочитал книгу)" betekent "Ik heb het boek gelezen en het is nu uit". In alle Slavische talen komt dit onderscheid voor.
- De Slavische talen kennen een grote medeklinkerrijkdom, waar het aantal klinkers, althans in vergelijking met de Germaanse talen, eerder beperkt is. Vooral sisklanken (s, sj, z, zj) komen in de Slavische talen in allerlei vormen voor.
- Het verschijnsel palatalisatie, d.i. het tegen het verhemelte articuleren van medeklinkers, kenmerkt de uitspraak van de Slavische talen. Door te palatiseren wordt aan de medeklinkers een j-klank meegegeven (vgl. de "Amsterdamse" s, of de Duitse sch). In de meeste Slavische talen komen ook gepalataliseerde t's en d's voor. Het Tsjechisch kent een palatale r (de ř in Dvořák), een verschijnsel dat de andere Slavische talen niet (meer) kennen.
- Nog een ander kenmerk van de Slavische talen zijn de medeklinkerclusters, zoals in zmrzlina (Tsjechisch voor 'ijsje') en vstretsja (встреча, Russisch voor 'ontmoeting'), in de Poolse plaatsnaam Szczecin of in Krk, een Kroatisch eiland.

## Geschiedenis

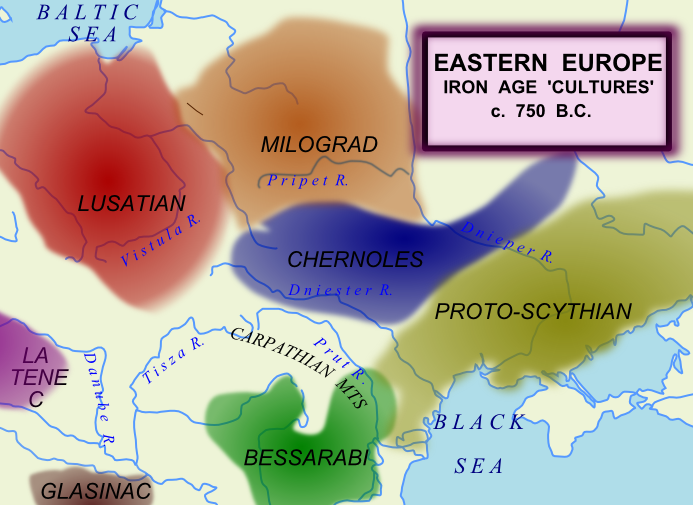
Centraal- en Oost-Europa omstreeks 750 v.Chr.
Tsjornoliscultuur, mogelijk Vroeg-Slavisch
Scythen
Thraciërs
Milogradcultuur, mogelijk Vroeg-Baltisch
Lausitzcultuur

Als Indo-Europese taalgroep is het Slavisch een afgeleide van het Proto-Indo-Europees. De oudste fase van de taalgroep, het Proto-Slavisch, is niet overgeleverd, maar werd door wetenschappers gereconstrueerd. De sprekers van dit Proto-Slavisch waren een Indo-Europees volk dat leefde in het gebied tussen de Boeg, Dnjestr en Dnjepr. Pas in de loop van het eerste millennium is dit gebied groter geworden en zijn de Slaven naar het oosten (het huidige Rusland), het zuiden (de Balkan) en het westen (o.a. Polen en Bohemen) getrokken.
Het Proto-Slavisch is na deze gebiedsuitbreidingen in verschillende dialecten uiteengevallen, en deze dialecten lagen aan de basis van de drie hoofdgroepen (West-, Oost-, Zuid-Slavisch). Dit uiteenvallen zou relatief recent, rond de 5e eeuw na Christus, zijn gebeurd.
In de 9e eeuw verschijnen de eerste teksten in een Slavische taal, het Oudkerkslavisch. Deze schrijftaal heeft grote invloed op de ontwikkeling van andere Slavische schrijftalen. Zo vindt het Glagolitische schrift dat in de 9e eeuw werd gebruikt navolging in het moderne Cyrillisch. Ook talen die in Romaans geschreven worden lieten zich inspireren door de spelwijze van de oude teksten. Met name in de Zuid-Slavische talen heeft het Oudkerkslavisch de woordenschat sterk beïnvloed.
Als schrijftaal bleef het Kerkslavisch in de oosters-orthodoxe landen lang belangrijk; in de katholieke landen nam het Latijn deze positie in. In het oosters-orthodoxe deel van Litouwen en Polen werd het Oudroetheens als schrijftaal gebruikt, dat echter geleidelijk door het Pools als administratieve taal verdrongen werd. Toch was de positie van het Latijn minder sterk dan die van het Kerkslavisch, dat tot in de 18e eeuw de literaire taal van Rusland bleef. Het Latijn stond reeds in de 12e eeuw die positie in Bohemen af aan het Tsjechisch. Het belang van het Tsjechisch, dat tot in de 16e eeuw in alle registers als voertaal kon worden gebruikt, is voor de ontwikkeling van de overige Slavische standaardtalen heel groot geweest. Uiteindelijk verloor het Tsjechisch zijn sterke positie aan het Duits.
Pas in de 19e eeuw verwierven de Slavische talen weer de status van (literaire) voertaal; het Russisch was hierin in de 18e eeuw al voorgegaan. De standaardtalen die in de 19e eeuw vorm kregen grepen vaak terug op oudere taalsituaties. De volkstaal was immers niet meer "zuiver" - ze was verduitst, verturkst of verromaanst. Purisme was in de 19e eeuw een belangrijk gegeven. Met name het Tsjechisch en het Russisch beïnvloedden de andere Slavische talen; zo ontleende het Kroatisch veel purismen aan het Tsjechisch. De Tsjechische standaardtaal op zijn beurt greep sterk terug op het Tsjechisch van de 16e eeuw, en ging daarmee bewust voorbij aan de gesproken taal.
In de 20e eeuw versterkte het Russisch zijn positie als belangrijkste Slavische variëteit. Vanuit de Sovjet-Unie verbreidde zich de Russische woordenschat. Vooral technische en politieke begrippen vonden ingang in de andere Slavische talen. Tegenwoordig zijn, zoals overal in de westerse wereld, ontleningen aan het Engels belangrijk.

## Indo-Europees
De Slavische talen worden beschouwd als Indo-Europese talen. Taalwetenschappers hebben speciale interesse in de Slavische talen, omdat ze zo conservatief zijn. De Slavische grammatica's geven inzichten in de grammatica van het Proto-Indo-Europees. Binnen het Indo-Europees wordt het Slavisch nog geclassificeerd als een satemtaal, omdat het woord voor "honderd", sto, in verband wordt gebracht met de vorm satem. Deze classificering zet het Slavisch tegenover de West-Europese talen, die alle kentumtalen zijn en een etymologisch met dit kentum verwant woord voor honderd hebben.
De Slavische talen vertonen daarnaast een nog sterkere verwantschap met de Baltische talen (waaronder het Lets en Litouws), en worden doorgaans daarmee samen gegroepeerd in de Balto-Slavische talen. De groepen hebben namelijk een aantal kenmerken gemeen, zoals een onderscheid in twee accentsoorten (tonen), de Wet van Winter, en een aantal afwijkingen in grammaticale uitgangen. Er zijn daarnaast ook frappante overeenkomsten in de woordenschat. De overeenkomst tussen deze verschijnselen is vaak erg precies, en kan meestal ook herleid worden tot relatief oude lagen van de ontwikkelingsgeschiedenis. De gebruikelijke verklaring is dan ook dat de Baltische en Slavische talen een tijd lang een gemeenschappelijke geschiedenis hebben doorgemaakt, voordat het Slavisch zich losmaakte van het geheel en zich alleen doorontwikkelde. Het Slavisch maakte vervolgens een aantal karakteristieke ontwikkelingen mee, die niet door de Baltische talen gedeeld werden.

## Taalvergelijking
De onderlinge verwantschap van de Slavische talen blijkt al uit een kleine vergelijking in woordenschat. Op basis van deze gemeenschappelijke woordenschat heeft men het Proto-Slavisch kunnen reconstrueren. In de tabel is dan ook de Proto-Slavische reconstructie alsook de Proto-Indo-Europese reconstructie opgenomen.
In de tabel zijn de oorspronkelijk in het Cyrillische schrift geschreven woorden naar het Romaanse overgezet. De door * voorafgegane woorden zijn reconstructies.
| Nederlands  | Russisch        | Oekraïens                      | Pools   | Tsjechisch | Slowaaks | Sloveens | Kroatisch  | Servisch      | Maced. | Oudkerksl. | Proto-Sl. | PIE              |
| ----------- | --------------- | ------------------------------ | ------- | ---------- | -------- | -------- | ---------- | ------------- | ------ | ---------- | --------- | ---------------- |
| hoofd       | голова (golova) | голова (holova)                | głowa   | hlava      | hlava    | glava    | glava      | глава/glava   | glava  | glava      | *golva    | *gal ("kaal")    |
| oog         | глаз (glaz)     | око (oko)                      | oko     | oko        | oko      | oko      | oko        | око/oko       | oko    | oko        | *oko      | *oku             |
| oor         | ухо (ucho)      | вухо (vucho)                   | ucho    | ucho       | ucho     | uho      | uho        | уво/uvo       | uvo    | uxo        | *uxo      | *aus/*aur        |
| neus        | нос (nos)       | ніс (nis)                      | nos     | nos        | nos      | nos      | nos        | нос/nos       | nos    | -          | *nosъ     | *nas             |
| arm (hand)  | рука (ruka)     | рука (ruka)                    | ręka    | ruka       | ruka     | roka     | ruka       | рука/ruka     | raka   | rǫka       | *rǫka     | *uronka          |
| been (voet) | нога (noga)     | нога (noha)                    | noga    | noha       | noha     | noga     | noga       | нога/noga     | noga   | noga       | *noga     | *onogh ("nagel") |
| hart        | сердце (serdce) | серце (serce)                  | serce   | srdce      | srdce    | srce     | srce       | срце/srce     | srce   | srьdьce    | *sr̥dьce   | *kerd            |
| moeder      | мать (mat’)     | мати (maty)                    | matka   | matka      | matka    | mati     | mater      | мајка/majka   | majka  | mati       | *mati     | *mater           |
| vader       | отец (otec)     | отець (otec’), батько (bat'ko) | ojciec  | otec       | otec     | oče, ata | čaća, otac | отац/otac     | tatko  | otьcь      | *otьcь    | *atta            |
| zus         | сестра (sestra) | сестра (sestra)                | siostra | sestra     | sestra   | sestra   | sestra     | сестра/sestra | sestra | sestra     | *sestra   | *swesor          |
| broer       | брат (brat)     | брат (brat)                    | brat    | bratr      | brat     | brat     | brat       | бра/brat      | brat   | bratrъ     | *bratrъ   | *bhrater         |
| dochter     | дочь (doč’)     | дочка (dočka)                  | córka   | dcera      | dcéra    | hči      | kći        | ћерка/ćerka   | k’erka | dъšti      | *dъkti    | *dhugəter        |
| zoon        | сын (syn)       | син (syn)                      | syn     | syn        | syn      | sin      | sin        | син/sin       | sin    | synъ       | *synъ     | *suənu           |

## Orthografie
De Slavische talen worden in twee groepen gesplitst door hun schrift. Heel sterk ziet men dit bij het Servo-Kroatisch, dat in Bosnië en Kroatië in het Latijnse alfabet geschreven wordt, terwijl in Servië het Cyrillische alfabet wordt gebruikt. Naast het Servisch maken ook het Macedonisch, het Bulgaars en de Oost-Slavische talen van het Cyrillische schrift gebruik.
Het Cyrillische alfabet is een voortzetting van het Glagolitische schrift dat gebruikt werd om het Oudkerkslavisch te spellen. Het schrift zou door de Griekse missionarissen Cyrillos en Methodios ontwikkeld zijn. Inderdaad is het Glagolitische/Cyrillische schrift te omschrijven als een naar Slavische normen aangepast Grieks alfabet. Als Slavisch schrift is het Cyrillisch rijk aan karakters voor de palatale medeklinkers.
De Cyrillische karakters hebben de volgende klankwaarde (weergegeven in IPA):
| А а /a/ | Б б /b/ | В в /v/w/ | Г г /g/  | Д д /d/ | Е е /ɛ/   | Ж ж /ʒ/ | З з /z/  | И и /i/  | Й й /j/  |
| К к /k/ | Л л /l/ | М м /m/   | Н н /n/  | О о /o/ | П п /p/   | Р р /r/ | С с /s/  | Т т /t/  | У у /u/  |
| Ф ф /f/ | Х х /x/ | Ц ц /ʦ/   | Ч ч /tʃ/ | Ш ш /ʃ/ | Щ щ /ʃtʃ/ | Ъ ъ /ɤ/ | Ь ь¹ /ʲ/ | Ю ю /ju/ | Я я /ja/ |

¹ verzacht medeklinkers (consonanten) voor 'o'
Het gebruik van het Cyrillisch was aanvankelijk beperkt tot de kerken en kloosters van het oosterse orthodoxie. Al snel werd het ook voor wereldse zaken gebruikt. Het Cyrillisch schrift heeft als groot voordeel dat het inspeelt op de typisch Slavische medeklinkerrijkdom.
Dit voordeel hadden de katholieke Slavische volkeren, die met het Latijnse alfabet werkten, natuurlijk niet. De Tsjechen waren de eerste katholieke Slaven die hun taal begonnen te schrijven en werden geconfronteerd met de ontoereikendheid van het Romaanse schrift. Om de diverse palatale klanken toch te kunnen weergeven, werd de z gebruikt. Een palatale s werd zo als sz gespeld, een palatale r als rz. Dit systeem functioneerde en werd de standaard in Tsjechië. Later werd de z als het ware boven de bewuste medeklinker geplaatst, dus als een haakje boven c, r of s: de haček was geboren. De hačeks gelden thans als typisch voor de in Romaans geschreven Slavische talen: Slowaaks, Sloveens, Kroatisch en Bosnisch namen het diakritische teken van de Tsjechen over.
De Polen hadden de Tsjechische manier van weergeven al voor de innovatie van de haček overgenomen. De oorspronkelijke spelling met lettercombinaties als cz, rz en sz wordt in het moderne Pools dan ook nog altijd gebruikt.